# Lataule
Lataule település Franciaországban, Oise megyében. Lakosainak száma 117 fő (2022. január 1.). Lataule Belloy, Cuvilly, Gournay-sur-Aronde, Méry-la-Bataille, Mortemer és Neufvy-sur-Aronde községekkel határos.

## Népesség
A település népességének változása:
| Lakosok száma | 111  | 111  | 116  | 117  | 118  | 119  | 120  | 118  | 117  |
|               | 2013 | 2015 | 2016 | 2017 | 2018 | 2019 | 2020 | 2021 | 2022 |